# EADS/Northrop Grumman KC-45
L'EADS/Northrop Grumman KC-45 fou una proposta d'avió cisterna per a abastament en vol basat en l'Airbus A330 MRTT. Les Forces Aèries dels Estats Units (USAF) encarregaren 179 KC-45A com a primer pas per substituir els avions d'abastament Boeing KC-135 Stratotanker, actualment en servei però força envellits. Tanmateix, el juliol del 2008 es reobrí la licitació com a resultat d'un recurs de Boeing contra la decisió. Davant de la nova licitació, el 8 de març del 2010 Northrop Grumman anuncià que es retirava del procés perquè, en paraules del seu director general, les noves condicions beneficiaven Boeing. El 20 d'abril del mateix any, EADS anuncià que participaria en la licitació amb el KC-45. La USAF acabà seleccionant el Boeing KC-46 Pegasus.